# Balettprimadonnan
Balettprimadonnan és una pel·lícula muda sueca estrenada el 1916. És una pel·lícula dramàtica en tres actes dirigida per Mauritz Stiller. És protagonitzada per Jenny Hasselquist, Jenny Tschernichin-Larsson, Richard Lund i Lars Hanson.

## Trama
El músic Wolo està enamorat de la bella pagesa Anjuta. La seva madrastra, que dirigeix un restaurant d'auró, l'obliga a ballar per als convidats borratxos del restaurant. Wolo, que veu a Anjuta ballar, intenta persuadir a la madrastra perquè permeti a Anjuta s'entreni com a ballarina. Anjuta realitza un brillant examen d'ingrés a l'escola de ballet amb Wolo com a acompanyant. Per a separar a Anjuta i Wolo, el Comte Orsky s'ofereix a pagar la formació de Wolo com a violinista a l'estranger.

## Sobre la pel·lícula
La pel·lícula es va estrenar el 14 de novembre de 1916 al Paladsteatern de Copenhaguen, Dinamarca. La seva estrena en Suècia va ser el 20 de novembre de 1916 a la sala de cinema Röda Kvarn, situada al carrer de Biblioteksgatan a Estocolm.
Es va rodar en l'estudi de la Svenska Biografteatern a Lidingö amb algunes preses filmades en l'escenari i en el vestíbul superior del Röda Kvarn. Els exteriors van ser rodats en la Reial Acadèmia de les Ciències de Suècia en Frescati (afores d'Estocolm) i en la Mölna gård en Lidingö. La direcció de fotografia va estar a càrrec de Julius Jaenzon.
A més de Dinamarca, on es va estrenar la pel·lícula, també va ser exhibida a Noruega, Finlàndia, el Regne Unit, els Països Baixos, França, Suïssa, Espanya, Alemanya, Àustria, Hongria, Rússia, Balcans, l'Argentina, el Brasil, Xile, Cuba i els Estats Units.
Dues còpies de la pel·lícula enviades per vaixell a Anglaterra van desaparèixer quan el vaixell va ser torpedinat i enfonsat en la tardor de 1917.

## Repartiment
- Jenny Hasselquist – Anjuta Jankin, ballarina
- Lars Hanson – Wolo Czawienko, violinista
- Richard Lund – Conde Orsky, terratinent
- Jenny Tschernichin-Larsson – Madrastra d'Anjuta
- Carl Johannesson – Mestre de ballet
- Thure Holm – Públic en l'actuació de violí de Wolo
- Albert Ståhl – Públic en l'actuació de violí de Wolo

## Restauració
Durant molt de temps es va considerar que la pel·lícula estava perduda, però el 1995 es va trobar una còpia incompleta de la pel·lícula a Saragossa. La pel·lícula va ser restaurada i reconstruïda utilitzant fotografies i caixes de drets d'autor.
El 2015, es va trobar un altre fragment de la pel·lícula en les col·leccions de la Filmoteca Espanyola, a Madrid, que té el seu origen en la mateixa còpia original de nitrat espanyola. Aquest segon fragment conté escenes en les quals apareix Jenny Hasselquist com a ballarina.
Per tant, entre els dos fragments, es conserva una mica més de la meitat de la pel·lícula original.
Amb aquests dos fragments, el Institut Suec del Cinema va dur a terme una nova restauració digital el 2016. En aquesta restauració es van escanejar totes les seccions conservades, després de la qual cosa la pel·lícula es va reconstruir utilitzant caixes de drets d'autor de la Biblioteca del Congrés a Washington. Els intertítols en suec s'han recreat a partir dels textos originals, amb el disseny dels fragments de la còpia de nitrat espanyola com a referència. A més, s'han inserit fotografies de producció procedents de les col·leccions de l'Institut Suec del Cinema i textos explicatius de nova creació per a aclarir alguns aspectes de la pel·lícula.